# Northern Panhandle of West Virginia

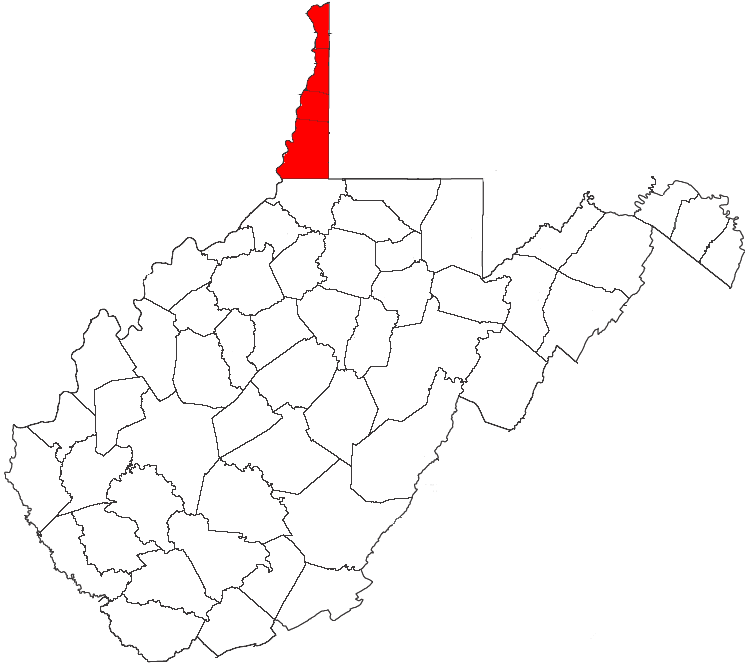
Northern Panhandle von West Virginia

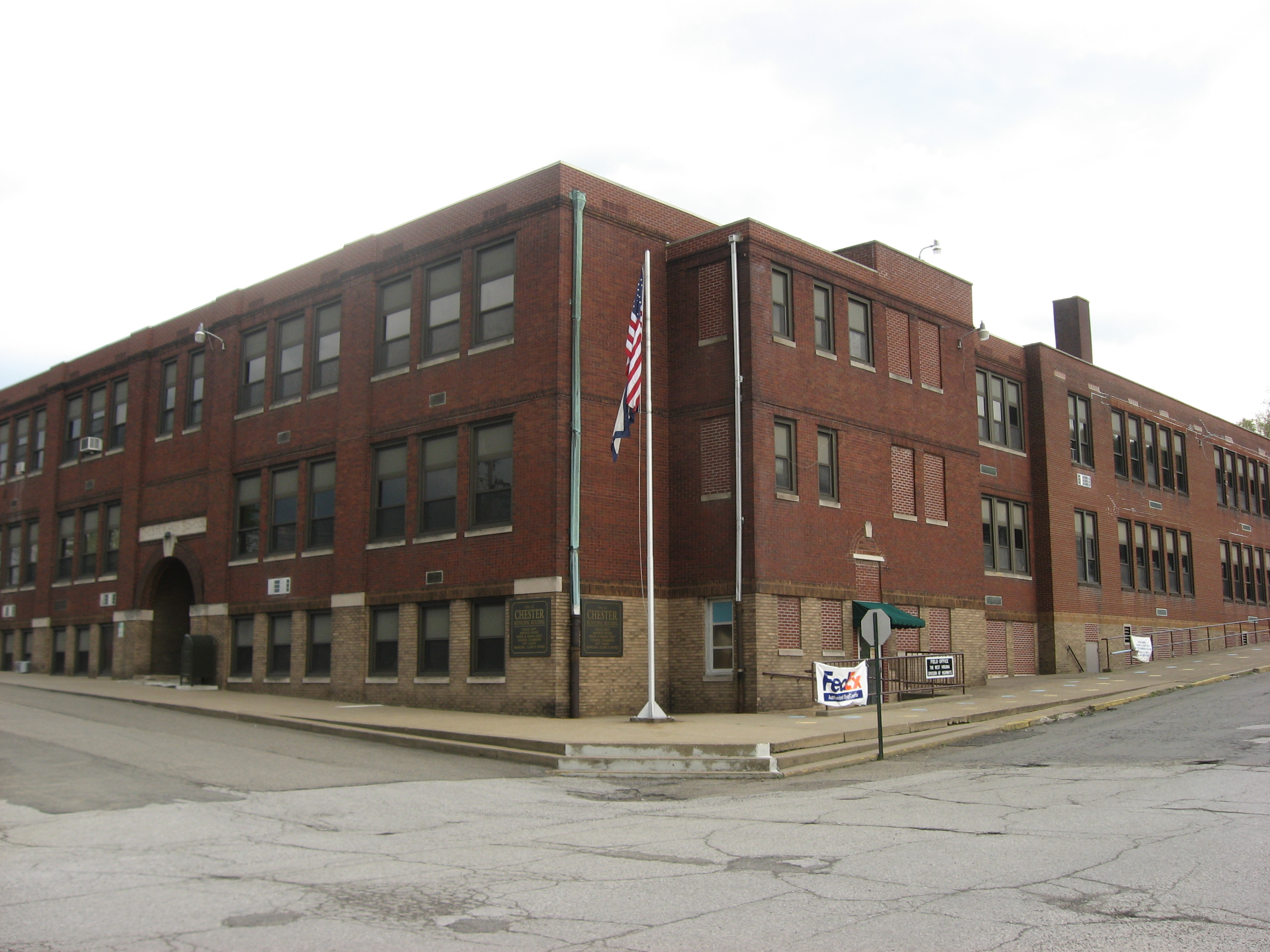
City Hall von Chester, der nördlichsten Stadt West Virginias

Der Northern Panhandle of West Virginia (Pfannenstiel) ist eine in kultureller und geografischer Hinsicht besondere Region innerhalb des US-amerikanischen Bundesstaates West Virginia. Er stellt den nördlichsten Teil des Staates dar, der im Norden und Westen durch den Ohio River begrenzt wird, der die Grenze zu Ohio bildet. Im Osten grenzt das Gebiet an Pennsylvania. Die südliche Grenze zum restlichen Gebiet des Staates West Virginia bildet die verlängerte Mason-Dixon-Linie.
Wie das Gebiet um Pittsburgh wird der Northern Panhandle durch seine Lage am Ohio westlich der Appalachen eher zum Mittleren Westen gezählt, als zum Nordosten.
Folgende vier Countys werden zum Northern Panhandle gezählt:
- Hancock County
- Brooke County
- Ohio County
- Marshall County

Oft wird auch das unmittelbar südlich an das Marshall County angrenzende Wetzel County mit zum Northern Panhandle gerechnet.
Die wichtigsten Städte im Northern Panhandle sind Wheeling, Weirton und Moundsville. 
In der Region gibt es drei höhere Bildungseinrichtungen: die öffentliche West Liberty University, das private Bethany College und die katholische Wheeling University.
Im späten 19. Jahrhundert entwickelte sich das Gebiet des Northern Panhandle zu einer stark industriell geprägten Region. Insbesondere die Stahlindustrie und die Glasherstellung gelangten zu Bedeutung. Inzwischen sind aber viele der Industriebetriebe wie anderswo im gesamten Rust Belt geschlossen worden.